# István Timár
István Timár, född 7 januari 1940 i Budapest, död 4 december 1994 i Budapest, var en ungersk kanotist.
Timár blev olympisk silvermedaljör i K-2 1000 meter vid sommarspelen 1968 i Mexico City.